# Miguel García Cuesta
Miguel García Cuesta (ur. 6 października 1803 w Macoterze, zm. 14 kwietnia 1873 w Santiago de Compostela) – hiszpański kardynał.

## Życiorys
Urodził się 6 października 1803 roku w Macoterze, jako syn Francisca Garcíi Madrida i Isabeli Cuesty Rubio. Studiował na Uniwersytecie w Salamance, gdzie uzyskał doktorat z teologii. 1 marca 1828 roku przyjął święcenia kapłańskie. 14 kwietnia 1848 roku został biskupem Jacy, a 16 lipca przyjął sakrę. Trzy lata później został arcybiskupem Santiago de Compostela. W tym samym roku został dożywotnim senatorem, a rok później kawalerem Orderu Karola III. 27 września 1861 roku został kreowany kardynałem prezbiterem i otrzymał kościół tytularny Santa Prisca. Zmarł 14 kwietnia 1873 roku w Santiago de Compostela.